# Швеція на літніх Олімпійських іграх 2016
Швеція була представлена на літніх Олімпійських іграх 2016, командою із 152 спортсменів, які виступали в 22 видах спорту.

## Медалісти
| Медалі | Спортсмени | Вид спорту   | Дисципліна                       | Дата      |
| ------ | --- | ------------ | -------------------------------- | --------- |
| Золото | Сара Шестрем | Плавання     | 100 м батерфляєм (жінки)         | 7 серпня  |
| Золото | Єнні Ріссведс | Велоспорт    | маунтінбайк (жінки)              | 20 серпня |
| Срібло | Емма Юганссон | Велоспорт    | групова шосейна гонка (жінки)    | 7 серпня  |
| Срібло | Сара Шестрем | Плавання     | 200 м вільним стилем (жінки)     | 9 серпня  |
| Срібло | Маркус Свенссон | Стрільба     | скит (чоловіки)                  | 13 серпня |
| Срібло | Генрік Стенсон | Гольф        | чоловіки                         | 14 серпня |
| Срібло | Педер Фредріксон | Кінний спорт | індивідуальний конкур            | 19 серпня |
| Срібло | Жіноча збірна Швеції з футболу Йонна Андерссон Емілія Аппельквіст Косоваре Асллані Емма Берглунд Стіна Блакстеніус Гільда Карлен Ліза Дальквіст Магдалена Ерікссон Нілла Фішер Паулін Гаммарлунд Софія Якобссон Гедвіг Ліндаль Фрідоліна Рольфьо Елін Рубенссон Джессіка Самуельссон Лотта Шелін Каролін Сегер Лінда Сембрант Олівія Скуг | Футбол       | жінки                            | 19 серпня |
| Бронза | Сара Шестрем | Плавання     | 100 метрів вільним стилем, жінки | 11 серпня |
| Бронза | Єнні Франссон | Боротьба     | вільна, до 69 кг (жінки)         | 17 серпня |
| Бронза | Софія Маттссон | Боротьба     | вільна, до 53 кг (жінки)         | 18 серпня |

## Спортсмени
| Дисципліна                                | Чоловіки | Жінки | Разом |
| ----------------------------------------- | -------- | ----- | ----- |
| Стрільба з лука                           | 0        | 1     | 1     |
| Легка атлетика                            | 6        | 10    | 16    |
| Бадмінтон                                 | 1        | 0     | 1     |
| Бокс                                      | 0        | 1     | 1     |
| Веслування на байдарках і каное           | 2        | 3     | 5     |
| Велоспорт                                 | 0        | 4     | 4     |
| Кінний спорт                              | 5        | 7     | 12    |
| Футбол                                    | 18       | 18    | 36    |
| Гольф                                     | 2        | 2     | 4     |
| Гімнастика                                | 0        | 1     | 1     |
| Гандбол на літніх Олімпійських іграх 2016 | 14       | 14    | 28    |
| Дзюдо                                     | 3        | 1     | 4     |
| Академічне веслування                     | 0        | 1     | 1     |
| Вітрильний спорт                          | 4        | 3     | 7     |
| Стрільба                                  | 3        | 0     | 3     |
| Плавання                                  | 2        | 9     | 11    |
| Настільний теніс                          | 3        | 2     | 5     |
| Тхеквондо                                 | 0        | 2     | 2     |
| Теніс                                     | 0        | 1     | 1     |
| Тріатлон                                  | 0        | 1     | 1     |
| Важка атлетика                            | 0        | 1     | 1     |
| Боротьба                                  | 3        | 4     | 7     |
| Разом                                     | 66       | 86    | 152   |

## Стрільба з лука
| Спортсмен           | Дисципліна                     | Попередній раунд | Попередній раунд | 1/32 фіналу        | 1/16 фіналу          | 1/8 фіналу         | Чвертьфінали       | Півфінали          | Фінал / БМ         | Фінал / БМ       |
| Спортсмен           | Дисципліна                     | Результат        | Сіяний           | Суперник Результат | Суперник Результат   | Суперник Результат | Суперник Результат | Суперник Результат | Суперник Результат | Місце            |
| ------------------- | ------------------------------ | ---------------- | ---------------- | ------------------ | -------------------- | ------------------ | ------------------ | ------------------ | ------------------ | ---------------- |
| Крістіне Б'єрендаль | індивідуальна першість (жінки) | 611              | 47               | Рендон (COL) W 6–2 | Kang U-j (PRK) L 2–6 | Завершила виступ   | Завершила виступ   | Завершила виступ   | Завершила виступ   | Завершила виступ |

## Легка атлетика
Легенда
- Note – для трекових дисциплін місце вказане лише для забігу, в якому взяв участь спортсмен
- Q = пройшов у наступне коло напряму
- q = пройшов у наступне коло за добором (для трекових дисциплін - найшвидші часи серед тих, хто не пройшов напряму; для технічних дисциплін - увійшов до визначеної кількості фіналістів за місцем якщо напряму пройшло менше спортсменів, ніж визначена кількість)
- NR = Національний рекорд
- N/A = Коло відсутнє у цій дисципліні
- Bye = спортсменові не потрібно змагатися у цьому колі

Трекові і шосейні дисципліни
| Спортсмен         | Дисципліна                                   | Попередній забіг | Попередній забіг | Півфінал         | Півфінал         | Фінал            | Фінал            |
| Спортсмен         | Дисципліна                                   | Результат        | Місце            | Результат        | Місце            | Результат        | Місце            |
| ----------------- | -------------------------------------------- | ---------------- | ---------------- | ---------------- | ---------------- | ---------------- | ---------------- |
| Персеус Карлстрем | спортивна ходьба на 20 кілометрів (чоловіки) | Н/Д              | Н/Д              | Н/Д              | Н/Д              | DNF              | DNF              |
| Мераф Бахта       | біг на 1500 метрів (жінки)                   | 4:06.82          | 5 Q              | 4:06.41          | 5 Q              | 4:12.59          | 6                |
| Шарлотта Фугберг  | біг на 3000 метрів з перешкодами (жінки)     | 9:31.16          | 8                | Н/Д              | Н/Д              | Завершила виступ | Завершила виступ |
| Сюзанна Каллур    | біг на 100 метрів з бар'єрами (жінки)        | 13.04            | 5                | Завершила виступ | Завершила виступ | Завершила виступ | Завершила виступ |
| Сара Лахті        | біг на 10000 метрів (жінки)                  | Н/Д              | Н/Д              | Н/Д              | Н/Д              | 31:28.43 NR      | 12               |
| Ловіса Лінд       | біг на 800 метрів (жінки)                    | 2:00.04          | 2 Q              | 1:59.41          | 4                | Завершила виступ | Завершила виступ |

Технічні дисципліни
Чоловіки
| Спортсмен            | Дисципліна         | Кваліфікація       | Кваліфікація | Фінал              | Фінал           |
| Спортсмен            | Дисципліна         | Результат у метрах | Місце        | Результат у метрах | Місце           |
| -------------------- | ------------------ | ------------------ | ------------ | ------------------ | --------------- |
| Кім Амб              | метання списа      | 80.49              | 17           | Завершив виступ    | Завершив виступ |
| Аксель Харстедт      | метання диска      | 63.58              | 7 q          | 62.12              | 10              |
| Мелкер Сверд-Якобсон | стрибки з жердиною | DNS                | DNS          | Завершив виступ    | Завершив виступ |
| Даніель Штоль        | метання диска      | 62.26              | 14           | Завершив виступ    | Завершив виступ |
| Мікель Торнеус       | стрибки в довжину  | 7.65               | 26           | Завершив виступ    | Завершив виступ |

Жінки
| Спортсменка        | Дисципліна         | Кваліфікація       | Кваліфікація | Фінал              | Фінал            |
| Спортсменка        | Дисципліна         | Результат у метрах | Місце        | Результат у метрах | Місце            |
| ------------------ | ------------------ | ------------------ | ------------ | ------------------ | ---------------- |
| Ангеліка Бенгтссон | стрибки з жердиною | 4.55               | 14           | Завершила виступ   | Завершила виступ |
| Еріка Кінсі        | стрибки у висоту   | 1.85               | 29           | Завершила виступ   | Завершила виступ |
| Мікаела Маєр       | стрибки з жердиною | 4.45               | 17           | Завершила виступ   | Завершила виступ |
| Хадді Санья        | стрибки в довжину  | 6.25               | 27           | Завершила виступ   | Завершила виступ |
| Софі Скоог         | стрибки у висоту   | 1.94               | 7 Q          | 1.93               | =7               |

## Бадмінтон
| Спортсмен        | Дисципліна                  | Груповий етап                  | Груповий етап                 | Груповий етап | 1/8 фіналу         | Чвертьфінал        | Півфінал           | Фінал / БМ         | Фінал / БМ      |
| Спортсмен        | Дисципліна                  | Суперник Результат             | Суперник Результат            | Місце         | Суперник Результат | Суперник Результат | Суперник Результат | Суперник Результат | Місце           |
| ---------------- | --------------------------- | ------------------------------ | ----------------------------- | ------------- | ------------------ | ------------------ | ------------------ | ------------------ | --------------- |
| Генрі Хурскайнен | одиночний розряд (чоловіки) | Муньйос (MEX) W (21–12, 21–11) | Кідамбі (IND) L (6–21, 18–21) | 2             | Завершив виступ    | Завершив виступ    | Завершив виступ    | Завершив виступ    | Завершив виступ |

## Бокс
| Спортсмен        | Категорія        | 1/8 фіналу          | Чвертьфінали       | Півфінали          | Фінал              | Фінал            |
| Спортсмен        | Категорія        | Суперник Результат  | Суперник Результат | Суперник Результат | Суперник Результат | Місце            |
| ---------------- | ---------------- | ------------------- | ------------------ | ------------------ | ------------------ | ---------------- |
| Анна Лаурелл Неш | до 75 кг (жінки) | Маршалл (GBR) L 0–3 | Завершила виступ   | Завершила виступ   | Завершила виступ   | Завершила виступ |

## Веслування на байдарках і каное

### Слалом
| Спортсмен    | Дисципліна   | Попередній раунд | Попередній раунд | Попередній раунд | Попередній раунд | Попередній раунд | Попередній раунд | Півфінал | Півфінал | Фінал           | Фінал           |
| Спортсмен    | Дисципліна   | Заплив 1         | Місце            | Заплив 2         | Місце            | Кращий           | Місце            | Час      | Місце    | Час             | Місце           |
| ------------ | ------------ | ---------------- | ---------------- | ---------------- | ---------------- | ---------------- | ---------------- | -------- | -------- | --------------- | --------------- |
| Ісак Орстрем | чоловіки Б-1 | 92.37            | 10               | 91.43            | 11               | 91.43            | 13 Q             | 156.77   | 15       | Завершив виступ | Завершив виступ |

### Спринт
| Спортсмен                      | Дисципліна            | Заїзди   | Заїзди | Півфінали | Півфінали | Фінал    | Фінал |
| Спортсмен                      | Дисципліна            | Час      | Місце  | Час       | Місце     | Час      | Місце |
| ------------------------------ | --------------------- | -------- | ------ | --------- | --------- | -------- | ----- |
| Петтер Меннінг                 | Б-1, 200 м (чоловіки) | 35.264   | 5 Q    | 34.995    | 6 FB      | 37.104   | 10    |
| Лінеа Стенсілс                 | Б-1, 200 м (жінки)    | 40.828   | 2 Q    | 41.245    | 2 FA      | 41.293   | 7     |
| Карін Юханссон                 | Б-1, 500 м (жінки)    | 1:55.049 | 4 Q    | 1:59.321  | 4 FB      | 1:58.363 | 14    |
| Карін Юханссон Софія Палданіус | Б-2, 500 м (жінки)    | 1:46.456 | 7 Q    | 1:44.090  | 4 FB      | 1:47.207 | 9     |

Пояснення до кваліфікації: FA = Кваліфікувались до фіналу A (за медалі); FB = Кваліфікувались до фіналу B (не за медалі)

## Велоспорт

### Шосе
| Спортсмен     | Дисципліна                    | Час          | Місце        |
| ------------- | ----------------------------- | ------------ | ------------ |
| Емілія Фалін  | групова шосейна гонка (жінки) | 3:58:03      | 27           |
| Емма Юганссон | групова шосейна гонка (жінки) | 3:51:27      | 2            |
| Сара Мустонен | групова шосейна гонка (жінки) | Не фінішував | Не фінішував |

### Маунтінбайк
| Спортсмен     | Дисципліна          | Час     | Місце |
| ------------- | ------------------- | ------- | ----- |
| Єнні Ріссведс | маунтінбайк (жінки) | 1:30:16 | 1     |

## Кінний спорт

### Виїздка
| Спортсмен                                                                   | Кінь            | Дисципліна    | Grand Prix | Grand Prix | Grand Prix Special | Grand Prix Special | Grand Prix Freestyle | Grand Prix Freestyle | Загалом         | Загалом         |
| Спортсмен                                                                   | Кінь            | Дисципліна    | Результат  | Місце      | Результат          | Місце              | За техніку           | За артистизм         | Результат       | Місце           |
| --------------------------------------------------------------------------- | --------------- | ------------- | ---------- | ---------- | ------------------ | ------------------ | -------------------- | -------------------- | --------------- | --------------- |
| Мадс Хенделіовіц                                                            | Jimmie Choo SEQ | Індивідуальні | 71.771 #   | 29 Q       | 71.681 #           | 29                 | Завершив виступ      | Завершив виступ      | Завершив виступ | Завершив виступ |
| Патрік Кіттель                                                              | Deja            | Індивідуальні | 74.586     | 22 Q       | 73.866             | 18 Q               | 78.286               | 73.750               | 76.018          | 16              |
| Джульєтт Рамель                                                             | Buriel          | Індивідуальні | 74.943     | 19 Q       | 72.045             | 28                 | Завершив виступ      | Завершив виступ      | Завершив виступ | Завершив виступ |
| Тінне Віотгельмсон-Сільфвен                                                 | Don Auriello    | Індивідуальні | 76.414     | 11 Q       | 77.199             | 7 Q                | 78.393               | 84.714               | 81.535          | 8               |
| Мадс Хенделіовіц Патрік Кіттель Джульєтт Рамель Тінне Віотгельмсон-Сільфвен | Див. вище       | Команда       | 75.319     | 5 Q        | 74.370             | 5                  | Н/Д                  | Н/Д                  | 74.845          | 5               |

"#" позначає, що очки цього вершника не входять до заліку командного змагання, оскільки зараховуються лише результати трьох найкращих вершників.

### Триборство
| Спортсмен                                                                    | Кінь      | Дисципліна    | Виїздка      | Виїздка | Крос         | Крос     | Крос  | Конкур       | Конкур       | Конкур       | Конкур          | Конкур          | Конкур          | Загалом         | Загалом         |
| Спортсмен                                                                    | Кінь      | Дисципліна    | Виїздка      | Виїздка | Крос         | Крос     | Крос  | Кваліфікація | Кваліфікація | Кваліфікація | Фінал           | Фінал           | Фінал           | Загалом         | Загалом         |
| Спортсмен                                                                    | Кінь      | Дисципліна    | Штрафні очки | Місце   | Штрафні очки | Загалом  | Місце | Штрафні очки | Загалом      | Місце        | Штрафні очки    | Загалом         | Місце           | Штрафні очки    | Місце           |
| ---------------------------------------------------------------------------- | --------- | ------------- | ------------ | ------- | ------------ | -------- | ----- | ------------ | ------------ | ------------ | --------------- | --------------- | --------------- | --------------- | --------------- |
| Лінда Альтготссон                                                            | Fairnet   | Індивідуальні | 50.90        | 47      | 109.60 #     | 160.50 # | 48    | 4.00         | 164.50       | 45           | Завершив виступ | Завершив виступ | Завершив виступ | 164.50          | 45              |
| Сара Альготссон Остгольт                                                     | Reality   | Індивідуальні | 45.30        | 19      | 61.20        | 106.60   | 37    | 6.00         | 112.60       | 36           | Завершив виступ | Завершив виступ | Завершив виступ | 112.60          | 36              |
| Frida Andersén                                                               | Herta     | Індивідуальні | 47.90        | 36      | 9.20         | 57.10    | 12    | Відмовився   | Відмовився   | Відмовився   | Завершив виступ | Завершив виступ | Завершив виступ | Завершив виступ | Завершив виступ |
| Ludwig Svennerstål                                                           | Aspe      | Індивідуальні | 51.00 #      | 48      | 28.40        | 79.40    | 26    | 8.00         | 87.40        | 27           | Завершив виступ | Завершив виступ | Завершив виступ | 87.40           | 27              |
| Лінда Альтготссон Сара Альготссон Остгольт Frida Andersén Ludwig Svennerstål | Див. вище | Команда       | 144.20       | 10      | 98.90        | 243.10   | 7     | 121.40       | 364.50       | 11           | Н/Д             | Н/Д             | Н/Д             | 364.50          | 11              |

"#" позначає, що очки цього вершника не входять до заліку командного змагання, оскільки зараховуються лише результати трьох найкращих вершників.

### Конкур
| Спортсмен                                                                      | Кінь       | Дисципліна    | Кваліфікація | Кваліфікація | Кваліфікація | Кваліфікація | Кваліфікація | Кваліфікація | Кваліфікація | Кваліфікація | Фінал           | Фінал           | Фінал           | Фінал           | Фінал           | Загалом         | Загалом         |
| Спортсмен                                                                      | Кінь       | Дисципліна    | Раунд 1      | Раунд 1      | Раунд 2      | Раунд 2      | Раунд 2      | Раунд 3      | Раунд 3      | Раунд 3      | Фінал A         | Фінал A         | Фінал B         | Фінал B         | Фінал B         | Загалом         | Загалом         |
| Спортсмен                                                                      | Кінь       | Дисципліна    | Штрафні очки | Місце        | Штрафні очки | Загалом      | Місце        | Штрафні очки | Загалом      | Місце        | Штрафні очки    | Місце           | Штрафні очки    | Загалом         | Місце           | Штрафні очки    | Місце           |
| ------------------------------------------------------------------------------ | ---------- | ------------- | ------------ | ------------ | ------------ | ------------ | ------------ | ------------ | ------------ | ------------ | --------------- | --------------- | --------------- | --------------- | --------------- | --------------- | --------------- |
| Малін Бар'ярд-Юнссон                                                           | Cue Channa | Індивідуальні | 8            | 53 Q         | 4            | 12           | 46 TO        | 17 #         | TO           | TO           | Завершив виступ | Завершив виступ | Завершив виступ | Завершив виступ | Завершив виступ | Завершив виступ | Завершив виступ |
| Рольф-Єран Бенґтссон                                                           | Unita      | Індивідуальні | 16 #         | 64 TO        | 4 #          | TO           | TO           | 1            | TO           | TO           | Завершив виступ | Завершив виступ | Завершив виступ | Завершив виступ | Завершив виступ | Завершив виступ | Завершив виступ |
| Педер Фредріксон                                                               | All In     | Індивідуальні | 0            | 1 Q          | 0            | 0            | 1 Q          | 1            | 1            | 2 Q          | 0               | 1 Q             | 0               | 0               | 2               | 0               | 2               |
| Генрік фон Екерманн                                                            | Yajamila   | Індивідуальні | 0            | 1 Q          | 4            | 4            | 15 Q         | 8            | 12           | 31 Q         | 4               | 16 Q            | 12              | 16              | 24              | 16              | 24              |
| Малін Бар'ярд-Юнссон Рольф-Єран Бенґтссон Педер Фредріксон Генрік фон Екерманн | Див. вище  | Команда       | 8            | =8           | 8            | Н/Д          | 7 Q          | 10           | 18           | =7           | Н/Д             | Н/Д             | Н/Д             | Н/Д             | Н/Д             | 18              | =7              |

"TO" позначає, що вершник кваліфікувався тільки в командні змагання. "#" позначає, що очки цього вершника не входять до заліку командного змагання, оскільки зараховуються лише результати трьох найкращих вершників.

## Футбол
Підсумок

Легенда:
- A.E.T – після додаткового часу.
- P – долю матчу вирішила серія післяматчевих пенальті.

| Команда                | Дисципліна       | Груповий етап      | Груповий етап      | Груповий етап      | Груповий етап | Чвертьфінал        | Півфінал               | Фінал / БМ         | Фінал / БМ |
| Команда                | Дисципліна       | Суперник Результат | Суперник Результат | Суперник Результат | Місце         | Суперник Результат | Суперник Результат     | Суперник Результат | Місце      |
| ---------------------- | ---------------- | ------------------ | ------------------ | ------------------ | ------------- | ------------------ | ---------------------- | ------------------ | ---------- |
| Чоловіча збірна Швеції | чоловічий турнір | Колумбія D 2–2     | Нігерія L 0–1      | Японія L 0–1       | 4             | Завершив виступ    | Завершив виступ        | Завершив виступ    | 15         |
| Жіноча збірна Швеції   | жіночий турнір   | ПАР W 1–0          | Бразилія L 1–5     | КНР D 0–0          | 3             | США W 4–3P 1–1 дч  | Бразилія W 4–3P 0–0 дч | Німеччина L 1–2    | 2          |

### Чоловічий турнір
Склад команди
Шаблон:2016 Summer Olympics Sweden men's football team roster
Груповий етап
Футбол на літніх Олімпійських іграх 2016 — чоловічий турнір – Group B
Шаблон:Чоловічий турнір з футболу на літніх Олімпійських іграх 2016, гра B1
Шаблон:Чоловічий турнір з футболу на літніх Олімпійських іграх 2016, гра B3
Шаблон:Чоловічий турнір з футболу на літніх Олімпійських іграх 2016, гра B5

### Жіночий турнір
Склад команди
Шаблон:Склад жіночої збірної Швеції з футболу на літніх Олімпійських іграх 2016
Group stage
Футбол на літніх Олімпійських іграх 2016 — жіночий турнір – Group E
Шаблон:Жіночий турнір з футболу на літніх Олімпійських іграх 2016, гра E1
Шаблон:Жіночий турнір з футболу на літніх Олімпійських іграх 2016, гра E4
Шаблон:Жіночий турнір з футболу на літніх Олімпійських іграх 2016, гра E6
Чвертьфінал
Шаблон:Жіночий турнір з футболу на літніх Олімпійських іграх 2016, гра H1
Півфінал
Шаблон:Жіночий турнір з футболу на літніх Олімпійських іграх 2016, гра I1
Гонка за золоту медаль
Шаблон:Жіночий турнір з футболу на літніх Олімпійських іграх 2016, гра J2

## Гольф
| Спортсмен         | Дисципліна | Раунд 1   | Раунд 2   | Раунд 3   | Раунд 4   | Загалом   | Загалом | Загалом |
| Спортсмен         | Дисципліна | Результат | Результат | Результат | Результат | Результат | Пар     | Місце   |
| ----------------- | ---------- | --------- | --------- | --------- | --------- | --------- | ------- | ------- |
| Давід Лінгмерт    | чоловіки   | 69        | 70        | 68        | 71        | 278       | −6      | =11     |
| Генрік Стенсон    | чоловіки   | 66        | 68        | 68        | 68        | 270       | −14     | 2       |
| Пернілла Ліндберг | жінки      | 74        | 73        | 69        | 70        | 286       | +2      | =31     |
| Анна Нордквіст    | жінки      | 71        | 70        | 68        | 69        | 278       | −6      | =11     |

## Гімнастика

### Спортивна гімнастика
Жінки
| Спортсменка | Дисципліна | Кваліфікація | Кваліфікація       | Кваліфікація | Кваліфікація | Кваліфікація | Кваліфікація | Фінал  | Фінал  | Фінал  | Фінал  | Фінал   | Фінал |                  |                  |                  |                  |                  |                  |
| Спортсменка | Дисципліна | Вправа       | Вправа             | Вправа       | Вправа       | Загалом      | Місце        | Вправа | Вправа | Вправа | Вправа | Загалом | Місце |                  |                  |                  |                  |                  |                  |
| ----------- | ---------- | ------------ | ------------------ | ------------ | ------------ | ------------ | ------------ | ------ | ------ | ------ | ------ | ------- | ----- | ---------------- | ---------------- | ---------------- | ---------------- | ---------------- | ---------------- |
| Спортсменка | Дисципліна | Емма Ларссон | Абсолютна першість | 14.066       | 12.766       | Загалом      | Місце        | 14.000 | 13.500 | 54.332 | 35     | Загалом | Місце | Завершила виступ | Завершила виступ | Завершила виступ | Завершила виступ | Завершила виступ | Завершила виступ |

## Гандбол
Підсумок

Легенда:
- ET: Після додаткового часу
- P – Долю матчу вирішила серія післяматчевих пенальті.

| Команда                | Дисципліна       | Груповий етап      | Груповий етап          | Груповий етап      | Груповий етап      | Груповий етап      | Груповий етап | Чвертьфінал        | Півфінал           | Фінал / БМ         | Фінал / БМ |
| Команда                | Дисципліна       | Суперник Результат | Суперник Результат     | Суперник Результат | Суперник Результат | Суперник Результат | Місце         | Суперник Результат | Суперник Результат | Суперник Результат | Місце      |
| ---------------------- | ---------------- | ------------------ | ---------------------- | ------------------ | ------------------ | ------------------ | ------------- | ------------------ | ------------------ | ------------------ | ---------- |
| Чоловіча збірна Швеції | чоловічий турнір | Німеччина L 29–32  | Єгипет L 25–26         | Словенія L 24–29   | Польща L 24–25     | Бразилія W 30–19   | 6             | Завершив виступ    | Завершив виступ    | Завершив виступ    | 11         |
| Жіноча збірна Швеції   | жіночий турнір   | Аргентина W 31–21  | Південна Корея W 31–28 | Росія L 34–36      | Нідерланди D 29–29 | Франція L 25–27    | 3             | Норвегія L 20–33   | Завершила виступ   | Завершила виступ   | 7          |

### Чоловічий турнір
Склад команди
Остаточний склад збірної із 14 гравців представлено 6 липня 2016.
Шаблон:2016 Summer Olympics Sweden men's handball team roster
Group stage
Шаблон:2016 Summer Olympics men's handball group B standings
Шаблон:2016 Summer Olympics men's handball game B1
Шаблон:2016 Summer Olympics men's handball game B6
Шаблон:2016 Summer Olympics men's handball game B9
Шаблон:2016 Summer Olympics men's handball game B12
Шаблон:2016 Summer Olympics men's handball game B15

### Жіночий турнір
Склад команди
Остаточний склад збірної із 14 гравців представлено 5 липня 2016.
Шаблон:2016 Summer Olympics Sweden women's handball team roster
Груповий етап
Шаблон:2016 Summer Olympics women's handball group B standings
Шаблон:2016 Summer Olympics women's handball game B3
Шаблон:2016 Summer Olympics women's handball game B4
Шаблон:2016 Summer Olympics women's handball game B7
Шаблон:2016 Summer Olympics women's handball game B10
Шаблон:2016 Summer Olympics women's handball game B13
Чвертьфінал
Шаблон:2016 Summer Olympics women's handball game C3

## Дзюдо
| Спортсмен      | Категорія            | 1/32 фіналу        | 1/16 фіналу               | 1/8 фіналу           | Чвертьфінали             | Півфінали          | Втішний поєдинок      | Фінал / БМ               | Фінал / БМ       |
| Спортсмен      | Категорія            | Суперник Результат | Суперник Результат        | Суперник Результат   | Суперник Результат       | Суперник Результат | Суперник Результат    | Суперник Результат       | Місце            |
| -------------- | -------------------- | ------------------ | ------------------------- | -------------------- | ------------------------ | ------------------ | --------------------- | ------------------------ | ---------------- |
| Робін Пасек    | до 81 кг (чоловіки)  | Bye                | Стівенс (USA) L 000–001   | Завершив виступ      | Завершив виступ          | Завершив виступ    | Завершив виступ       | Завершив виступ          | Завершив виступ  |
| Маркус Нюман   | до 90 кг (чоловіки)  | Bye                | Жураєв (UZB) W 101–001    | Yovo (BEN) W 100–000 | Cheng Xz (CHN) L 000–100 | Завершив виступ    | Іддір (FRA) W 100–000 | Gwak D-h (KOR) L 000–100 | 5                |
| Мартін Пасек   | до 100 кг (чоловіки) | Bye                | Cho G-h (KOR) L 000–000 S | Завершив виступ      | Завершив виступ          | Завершив виступ    | Завершив виступ       | Завершив виступ          | Завершив виступ  |
| Мія Херманссон | до 63 кг (жінки)     | Н/Д                | Гвенд (ITA) L 000–101     | Завершила виступ     | Завершила виступ         | Завершила виступ   | Завершила виступ      | Завершила виступ         | Завершила виступ |

## Академічне веслування
| Спортсмен              | Дисципліна       | Заїзди  | Заїзди | Втішний заплив | Втішний заплив | Чвертьфінали | Чвертьфінали | Півфінали | Півфінали | Фінал   | Фінал |
| Спортсмен              | Дисципліна       | Час     | Місце  | Час            | Місце          | Час          | Місце        | Час       | Місце     | Час     | Місце |
| ---------------------- | ---------------- | ------- | ------ | -------------- | -------------- | ------------ | ------------ | --------- | --------- | ------- | ----- |
| Анна Мальвіна Свеннунг | одиночки (жінки) | 8:48.46 | 5 R    | 7:46.35        | 1 QF           | 7:38.07      | 4 SC/D       | 8:00.41   | 2 FC      | 7:32.54 | 15    |

Пояснення до кваліфікації: FA=Фінал A (за медалі); FB=Фінал B (не за медалі); FC=Фінал C (не за медалі); FD=Фінал D (не за медалі); FE=Фінал E (не за медалі); FF=Фінал F (не за медалі); SA/B=Півфінали A/B; SC/D=Півфінали C/D; SE/F=Півфінали E/F; QF=Чвертьфінали; R=Потрапив у втішний заплив

## Вітрильний спорт
Чоловіки
| Спортсмен                         | Дисципліна | Заплив | Заплив | Заплив | Заплив | Заплив | Заплив | Заплив | Заплив | Заплив | Заплив | Заплив | Очки | Підсумкове місце |
| Спортсмен                         | Дисципліна | 1      | 2      | 3      | 4      | 5      | 6      | 7      | 8      | 9      | 10     | M*     | Очки | Підсумкове місце |
| --------------------------------- | ---------- | ------ | ------ | ------ | ------ | ------ | ------ | ------ | ------ | ------ | ------ | ------ | ---- | ---------------- |
| Єспер Сталхейм                    | Лазер      | 10     | 23     | 26     | 29     | 10     | 15     | 2      | 3      | 20     | 31     | EL     | 137  | 16               |
| Макс Салмінен                     | Фінн       | 15     | 11     | 13     | 9      | 7      | 4      | 6      | 11     | 7      | 5      | 16     | 90   | 6                |
| Фредерік Бергстрем Антон Дальберг | 470        | 22     | 8      | 2      | 4      | 8      | 27     | 1      | 5      | 8      | 11     | 10     | 106  | 6                |

Жінки
| Спортсменка               | Дисципліна   | Заплив | Заплив | Заплив | Заплив | Заплив | Заплив | Заплив | Заплив | Заплив | Заплив | Заплив | Заплив | Заплив | Очки | Підсумкове місце |
| Спортсменка               | Дисципліна   | 1      | 2      | 3      | 4      | 5      | 6      | 7      | 8      | 9      | 10     | 11     | 12     | M*     | Очки | Підсумкове місце |
| ------------------------- | ------------ | ------ | ------ | ------ | ------ | ------ | ------ | ------ | ------ | ------ | ------ | ------ | ------ | ------ | ---- | ---------------- |
| Юзефіна Ульссон           | Лазер радіал | 17     | 6      | 8      | 17     | 7      | 4      | 3      | 14     | 20     | 9      | Н/Д    | Н/Д    | 6      | 90   | 6                |
| Ліза Еріксон Ханна Клінга | 49erFX       | 11     | 6      | 9      | 15     | 3      | 9      | 10     | 2      | 16     | 14     | 9      | 15     | EL     | 103  | 11               |

M = Медальний заплив; EL = Вибув – не потрапив до медального запливу

## Стрільба
| Спортсмен       | Дисципліна            | Кваліфікація | Кваліфікація | Півфінал        | Півфінал        | Фінал           | Фінал           |
| Спортсмен       | Дисципліна            | Очки         | Місце        | Очки            | Місце           | Очки            | Місце           |
| --------------- | --------------------- | ------------ | ------------ | --------------- | --------------- | --------------- | --------------- |
| Гокан Далбі     | дубль-трап (чоловіки) | 121          | 18           | Завершив виступ | Завершив виступ | Завершив виступ | Завершив виступ |
| Стефан Нільссон | скит (чоловіки)       | 121          | =3 Q         | 14 (+3)         | =5              | Завершив виступ | Завершив виступ |
| Маркус Свенссон | скит (чоловіки)       | 123 OR       | =1 Q         | 16              | =1 Q            | 15              | 2               |

Пояснення до кваліфікації: Q = Пройшов у наступне коло; q = Кваліфікувався щоб змагатись у поєдинку за бронзову медаль

## Плавання
Чоловіки
| Спортсмен    | Дисципліна       | Попередній заплив | Попередній заплив | Півфінал        | Півфінал        | Фінал           | Фінал           |
| Спортсмен    | Дисципліна       | Час               | Місце             | Час             | Місце           | Час             | Місце           |
| ------------ | ---------------- | ----------------- | ----------------- | --------------- | --------------- | --------------- | --------------- |
| Ерік Перссон | 100 м брасом     | 1:01.20           | 32                | Завершив виступ | Завершив виступ | Завершив виступ | Завершив виступ |
| Ерік Перссон | 200 м брасом     | 2:10.15 NR        | 12 Q              | 2:10.12 NR      | 11              | Завершив виступ | Завершив виступ |
| Сімон Шедін  | 200 м батерфляєм | 1:56.46 NR        | 13 Q              | 1:56.71         | 12              | Завершив виступ | Завершив виступ |
| Сімон Шедін  | 200 м комплексом | 1:59.41           | 10 Q              | 2:00.81         | 16              | Завершив виступ | Завершив виступ |

Жінки
| Спортсменка                                                             | Дисципліна                        | Попередній заплив | Попередній заплив | Півфінал         | Півфінал         | Фінал            | Фінал            |
| Спортсменка                                                             | Дисципліна                        | Час               | Місце             | Час              | Місце            | Час              | Місце            |
| ----------------------------------------------------------------------- | --------------------------------- | ----------------- | ----------------- | ---------------- | ---------------- | ---------------- | ---------------- |
| Тереза Альсгаммар                                                       | 50 м вільним стилем               | 24.73             | 12 Q              | 24.72            | 15               | Завершила виступ | Завершила виступ |
| Мішель Колеман                                                          | 100 м вільним стилем              | DNS               | DNS               | Завершила виступ | Завершила виступ | Завершила виступ | Завершила виступ |
| Мішель Колеман                                                          | 200 м вільним стилем              | 1:56.54           | 7 Q               | 1:56.05          | 5 Q              | 1:56.27          | 7                |
| Стіна Гарделл                                                           | 200 м комплексом                  | 2:14.41           | 20                | Завершила виступ | Завершила виступ | Завершила виступ | Завершила виступ |
| Луїза Ханссон                                                           | 100 м батерфляєм                  | 59.73             | 31                | Завершила виступ | Завершила виступ | Завершила виступ | Завершила виступ |
| Луїза Ханссон                                                           | 200 м комплексом                  | 2:15.66           | 29                | Завершила виступ | Завершила виступ | Завершила виступ | Завершила виступ |
| Софі Ханссон                                                            | 100 м брасом                      | 1:08.67           | 26                | Завершила виступ | Завершила виступ | Завершила виступ | Завершила виступ |
| Софі Ханссон                                                            | 200 м брасом                      | 2:30.59           | 26                | Завершила виступ | Завершила виступ | Завершила виступ | Завершила виступ |
| Дженні Юханссон                                                         | 100 м брасом                      | 1:06.84           | 10 Q              | 1:07.06          | 9                | Завершила виступ | Завершила виступ |
| Сара Шестрем                                                            | 50 м вільним стилем               | 24.66             | 10 Q              | 24.69            | 13               | Завершила виступ | Завершила виступ |
| Сара Шестрем                                                            | 100 м вільним стилем              | 53.37             | 3 Q               | 53.16            | 4 Q              | 52.99            | 3                |
| Сара Шестрем                                                            | 200 м вільним стилем              | 1:56.11           | 3 Q               | 1:54.65          | 1 Q              | 1:54.08 NR       | 2                |
| Сара Шестрем                                                            | 100 м батерфляєм                  | 56.26             | 1 Q               | 55.84 OR         | 1 Q              | 55.48 WR         | 1                |
| Мішель Колеман Луїза Ханссон Іда Ліндборг* Іда Марко-Варга Сара Шестрем | Естафета 4 × 100 м вільним стилем | 3:36.42           | 6 Q               | Н/Д              | Н/Д              | 3:35.90          | 5                |
| Мішель Колеман Луїза Ханссон Іда Марко-Варга Сара Шестрем               | Естафета 4 × 200 м вільним стилем | 7:53.43           | 8 Q               | Н/Д              | Н/Д              | 7:50.26          | 5                |
| Мішель Колеман Луїза Ханссон Дженні Юханссон Сара Шестрем               | Естафета 4 × 100 м комплексом     | 3:59.45           | 9                 | Н/Д              | Н/Д              | Завершила виступ | Завершила виступ |

## Настільний теніс
| Спортсмен                                     | Дисципліна                   | Попередній раунд   | Раунд 1            | Раунд 2                | Раунд 3              | 1/8 фіналу         | Чвертьфінали               | Півфінали          | Фінал / БМ         | Фінал / БМ       |
| Спортсмен                                     | Дисципліна                   | Суперник Результат | Суперник Результат | Суперник Результат     | Суперник Результат   | Суперник Результат | Суперник Результат         | Суперник Результат | Суперник Результат | Місце            |
| --------------------------------------------- | ---------------------------- | ------------------ | ------------------ | ---------------------- | -------------------- | ------------------ | -------------------------- | ------------------ | ------------------ | ---------------- |
| Pär Gerell                                    | одиночний розряд (чоловіки)  | Bye                | Bye                | Кальдерано (BRA) L 1–4 | Завершив виступ      | Завершив виступ    | Завершив виступ            | Завершив виступ    | Завершив виступ    | Завершив виступ  |
| Kristian Karlsson                             | одиночний розряд (чоловіки)  | Bye                | Bye                | Wang Jn (CGO) W 4–1    | Самсонов (BLR) L 2–4 | Завершив виступ    | Завершив виступ            | Завершив виступ    | Завершив виступ    | Завершив виступ  |
| Pär Gerell Kristian Karlsson Mattias Karlsson | командна першість (чоловіки) | Н/Д                | Н/Д                | Н/Д                    | Н/Д                  | США (USA) W 3–0    | Південна Корея (KOR) L 1–3 | Завершив виступ    | Завершив виступ    | Завершив виступ  |
| Matilda Ekholm                                | одиночний розряд (жінки)     | Bye                | Bye                | Wu (USA) W 4–2         | Jeon J-h (KOR) L 1–4 | Завершила виступ   | Завершила виступ           | Завершила виступ   | Завершила виступ   | Завершила виступ |
| Лі Фень                                       | одиночний розряд (жінки)     | Bye                | Bye                | Balážová (SVK) W 4–3   | Лі Сс (CHN) L 0–4    | Завершив виступ    | Завершив виступ            | Завершив виступ    | Завершив виступ    | Завершив виступ  |

## Тхеквондо
| Спортсмен        | Категорія        | 1/8 фіналу                   | Чвертьфінали         | Півфінали          | Втішний поєдинок   | Фінал / БМ          | Фінал / БМ       |
| Спортсмен        | Категорія        | Суперник Результат           | Суперник Результат   | Суперник Результат | Суперник Результат | Суперник Результат  | Місце            |
| ---------------- | ---------------- | ---------------------------- | -------------------- | ------------------ | ------------------ | ------------------- | ---------------- |
| Нікіта Гласновіч | до 57 кг (жінки) | Мартон (AUS) W 4−0           | Мікконен (FIN) W 7−4 | Джонс (GBR) L 4−9  | Bye                | Алізаде (IRI) L 1–5 | 5                |
| Елін Йоханссон   | до 67 кг (жінки) | Турсункулова (UZB) L 2–2 SUP | Завершила виступ     | Завершила виступ   | Завершила виступ   | Завершила виступ    | Завершила виступ |

## Теніс
| Спортсмен       | Дисципліна               | 1/32 фіналу                 | 1/16 фіналу        | 1/8 фіналу         | Чвертьфінали       | Півфінали          | Фінал / БМ         | Фінал / БМ       |
| Спортсмен       | Дисципліна               | Суперник Результат          | Суперник Результат | Суперник Результат | Суперник Результат | Суперник Результат | Суперник Результат | Місце            |
| --------------- | ------------------------ | --------------------------- | ------------------ | ------------------ | ------------------ | ------------------ | ------------------ | ---------------- |
| Johanna Larsson | одиночний розряд (жінки) | Корне (FRA) L 1–6, 6–2, 3–6 | Завершила виступ   | Завершила виступ   | Завершила виступ   | Завершила виступ   | Завершила виступ   | Завершила виступ |

## Тріатлон
| Спортсмен   | Дисципліна | Плавання, 1,5 км | Перехід 1 | Велосипед, 40 км | Перехід 2 | Біг, 10 км | Загалом Time | Місце |
| ----------- | ---------- | ---------------- | --------- | ---------------- | --------- | ---------- | ------------ | ----- |
| Ліза Нурден | жінки      | 19:17            | 0:53      | 1:01:18          | 0:40      | 37:55      | 2:00:03      | 16    |

## Важка атлетика
| Спортсмен     | Категорія        | Ривок     | Ривок | Поштовх   | Поштовх | Загалом | Місце |
| Спортсмен     | Категорія        | Результат | Місце | Результат | Місце   | Загалом | Місце |
| ------------- | ---------------- | --------- | ----- | --------- | ------- | ------- | ----- |
| Ангеліка Роос | до 58 кг (жінки) | 84        | 13    | 110       | 11      | 194     | 12    |

## Боротьба
Легенда:
- VT – Перемога на туше.
- PP – Перемога за очками – з технічними очками в того, хто програв.
- PO – Перемога за очками – без технічних очок в того, хто програв.
- ST – Перемога за явної переваги – різниця в очках становить принаймні 8 (греко-римська боротьба) або 10 (вільна боротьба) очок, без технічних очок у того, хто програв.

Греко-римська боротьба
| Спортсмен     | Категорія | Кваліфікація              | 1/8 фіналу           | Чвертьфінал          | Півфінал            | Втішний поєдинок 1 | Втішний поєдинок 2  | Фінал / БМ            | Фінал / БМ |
| Спортсмен     | Категорія | Суперник Результат        | Суперник Результат   | Суперник Результат   | Суперник Результат  | Суперник Результат | Суперник Результат  | Суперник Результат    | Місце      |
| ------------- | --------- | ------------------------- | -------------------- | -------------------- | ------------------- | ------------------ | ------------------- | --------------------- | ---------- |
| Закаріас Берг | до 85 кг  | Ахлагі (IRI) L 0−4 ST     | Завершив виступ      | Завершив виступ      | Завершив виступ     | Завершив виступ    | Завершив виступ     | Завершив виступ       | 21         |
| Фредрік Шон   | до 98 кг  | Дейниченко (BLR) W 3−1 PP | Кішш (HUN) W 3−1 PP  | Гурі (BUL) W 4−0 ST  | Луго (CUB) L 0−3 PO | Bye                | Bye                 | Резаеї (IRI) L 1−3 PP | 5          |
| Юган Еурен    | до 130 кг | Bye                       | Popov (AUS) W 5−0 VT | Лопес (CUB) L 0−3 PO | Завершив виступ     | Bye                | Набі (EST) L 0−3 PO | Завершив виступ       | 8          |

Жінки
| Спортсменка     | Категорія | Кваліфікація         | 1/8 фіналу                 | Чвертьфінал            | Півфінал                | Втішний поєдинок 1  | Втішний поєдинок 2       | Фінал / БМ              | Фінал / БМ |
| Спортсменка     | Категорія | Суперниця Результат  | Суперниця Результат        | Суперниця Результат    | Суперниця Результат     | Суперниця Результат | Суперниця Результат      | Суперниця Результат     | Місце      |
| --------------- | --------- | -------------------- | -------------------------- | ---------------------- | ----------------------- | ------------------- | ------------------------ | ----------------------- | ---------- |
| Софія Маттссон  | до 53 кг  | Bye                  | Адекуороє (NGR) W 5−0 VT   | Кравчик (POL) W 3−1 PP | Мароуліс (USA) L 0−5 VT | Bye                 | Bye                      | Zhong Xc (CHN) W 5−0 VT | 3          |
| Юганна Маттссон | до 58 кг  | Малік (IND) L 1−3 PP | Завершила виступ           | Завершила виступ       | Завершила виступ        | Завершила виступ    | Завершила виступ         | Завершила виступ        | 14         |
| Генна Юганссон  | до 63 кг  | Bye                  | Ганжлічкова (CZE) W 4−0 ST | Мамошук (BLR) L 1−3 PP | Завершила виступ        | Bye                 | Ларіонова (KAZ) L 0−5 VT | Завершила виступ        | 10         |
| Єнні Франссон   | до 69 кг  | Bye                  | Store (NOR) W 3−0 PO       | Фоккен (GER) W 3−1 PP  | Сара (JPN) L 1−3 PP     | Bye                 | Bye                      | Їтс (CAN) W 3−1 PP      | 3          |